# Lũ lụt và sạt lở Jayapura 2019
Vào ngày 16 tháng 3 năm 2019, một trận lũ quét đã xảy ra Huyện Jayapura ở tỉnh Papua, Indonesia do mưa lớn, với một trận lở đất riêng xảy ra ở thành phố Jayapura vài giờ sau đó. Ít nhất 92 người đã thiệt mạng trong hai sự kiện.

## Bối cảnh và nguyên nhân
Khu bảo tồn thiên nhiên Cycloop là khu bảo tồn thiên nhiên lớn nhất ở Indonesia. Khu vực rừng này có diện tích 31.479,9 ha. Việc xâm lấn các khu rừng gây ra trận lụt này thực sự đã diễn ra trong hai thập kỷ. Việc xâm lấn rừng đã diễn ra từ năm 2003 bởi 753 gia đình hoặc 43.030 người. BNPB gọi những ngọn núi phải được hấp thụ bởi nước và thay vào đó trở thành khu định cư cho nông nghiệp. Nó cũng liên quan đến việc đất đai địa phương được mở cho nông nghiệp và gỗ lim trong rừng được bán để làm than và bán cho các nhà hàng và quầy hàng ở Jayapura. Để giải quyết vấn đề này, Chính quyền khu vực Jayapura đã ban hành Quy định bảo vệ khu vực đệm xích lô năm 2015. Nhưng thực tế năm 2018, mức độ phá rừng mà WWF tìm thấy đã tăng lên: 9,470,9 ha đất quan trọng. Lũ quét thực sự đã xảy ra trước trận lụt này, chính xác là vào năm 2003 và 2007, đã cướp đi sinh mạng và thiệt hại. Lũ lụt năm 2007 đã gây thiệt hại cho các tòa nhà lớn hơn trận lũ này, ngoại trừ số người chết nhỏ hơn trận lũ lần này. Các sự kiện khai thác gỗ ở trên cũng khiến Jayapura dễ bị sạt lở và lũ lụt. Năm 2013, trên cùng một đường đua, lũ lụt đã xảy ra. 1 người chết.
Thị trưởng Paul Finsen, Chủ tịch Hội đồng Phong tục Papuan, nghi ngờ sự đột nhập bất hợp pháp vào dãy núi Cycloops, bởi vì trong trận lũ quét có những khúc gỗ. Theo như tuyên bố trên, Jayapura nhiếp chính Mathius Awoitauw tuyên bố rằng trận lụt xảy ra cũng là thiệt hại ở vùng núi.

## Sự kiện
Một vài phút trước khi trận lụt này xuất hiện, khu vực Sentani đã mưa rất to vào lúc 17:00 CEST. Vào thời điểm đó, lượng mưa cực lớn (235,1 mm mỗi ngày) đã giảm trước khi lũ quét. Mưa đã dao động, cho đến cuối cùng trong khoảng thời gian từ 10:00 đến 00:00 sáng, cơn mưa lớn xảy ra xung quanh đầu dãy núi Cycloop đã khiến sạt lở giữ các dòng sông để ảnh hưởng của trận lũ trở nên tồi tệ hơn, theo ông Sutopo Purwo Nugroho, BNPB và đá trầm tích được phân luồng. Và thực sự, tại khu vực Jalan Doyo ở Jayapura, trận lụt đã mang theo một khúc gỗ lớn chặn đường. Hơn thế nữa, vật liệu lũ lụt dưới dạng bùn cao 40-50 mét và rác thải rải rác từ đồi Cycloop cũng rơi xuống. Trận lụt này đã tấn công phía bắc và phía nam Jayapura và Sentani với diện tích khu vực hứng lũ là 15.199,83 ha. 9 ngôi làng đô thị ở Jayapura bị ảnh hưởng bởi lũ lụt. Các khu vực bị ảnh hưởng nhiều nhất là các khu đô thị Donbosolo, Doyobaru và Hime Kombe.
Ở những nơi khác ở Jayapura, cũng có những trận lở đất khiến 7 người thiệt mạng, sau khi có bốn người chết trước đó sau khi báo cáo trước đó có bốn người chết.

## Số người chết
Số người chết cho đến nay đã lên tới 83 người. 75 người bị thương nhẹ và 84 người bị thương nặng. Hầu hết các nạn nhân là từ quận Sentani. Các nạn nhân mất tích được báo cáo cho các bài viết địa phương là 74 người. Tuy nhiên, từ 74 nạn nhân, họ vẫn sẽ được ghép vào 40 thi thể của Bệnh viện Bhayangkara địa phương.

## Tác động
Thảm họa này đã khiến 350 ngôi nhà bị hư hại bị kéo theo dòng nước, 3 cây cầu, 8 cống, bốn con đường, 2 nhà thờ, 1 nhà thờ Hồi giáo, 8 trường học, 104 shophouse và 1 khu chợ đều bị hư hại nghiêm trọng, và 4.273 cư dân phải di dời. Sự kiện lũ lụt này đã gây ra tới 11.725 gia đình bị ảnh hưởng.
Cũng báo cáo là một máy bay rái cá song sinh đang đậu tại Cánh đồng Adventis Doyo và một chiếc trực thăng bị hư hại do trận lụt này. Một số địa điểm cũng bị ảnh hưởng bởi sự cố mất điện do trận lụt này. Vào ngày 19 tháng 3, PLN báo cáo rằng trong số 104 trạm điện được ghi là mất điện, 69 đã được khôi phục thành công. Nó cũng được báo cáo rằng một số tháp truyền tải điện cao thế đã bị hư hại. Hoạt động của sân bay Sentani, sau lũ, vẫn hoạt động bình thường và hoạt động tốt.

## Phản ứng
Thông qua Instagram của mình, Tổng thống Joko Widodo bày tỏ nỗi buồn sâu sắc với gia đình các nạn nhân đã chết. Việc xử lý lũ lụt cũng ngay lập tức được thực hiện bởi một nhóm chung của Bộ PUPR, BNPB và BPBD Papua, TNI, Polri, tình nguyện viên và người dân địa phương. Sutopo Purwo Nugroho, Quan hệ công chúng của BNPB, cũng đã đưa ra 2 chỉ thị của tổng thống khác, đó là sơ tán nạn nhân và cải tạo đất và núi để những sự cố tương tự không xảy ra lần nữa.
Đối với giai đoạn khẩn cấp thảm họa lũ lụt này, chính phủ đã đặt ra thời gian là 14 ngày.